# Hermann Schwelling Maschinenbau

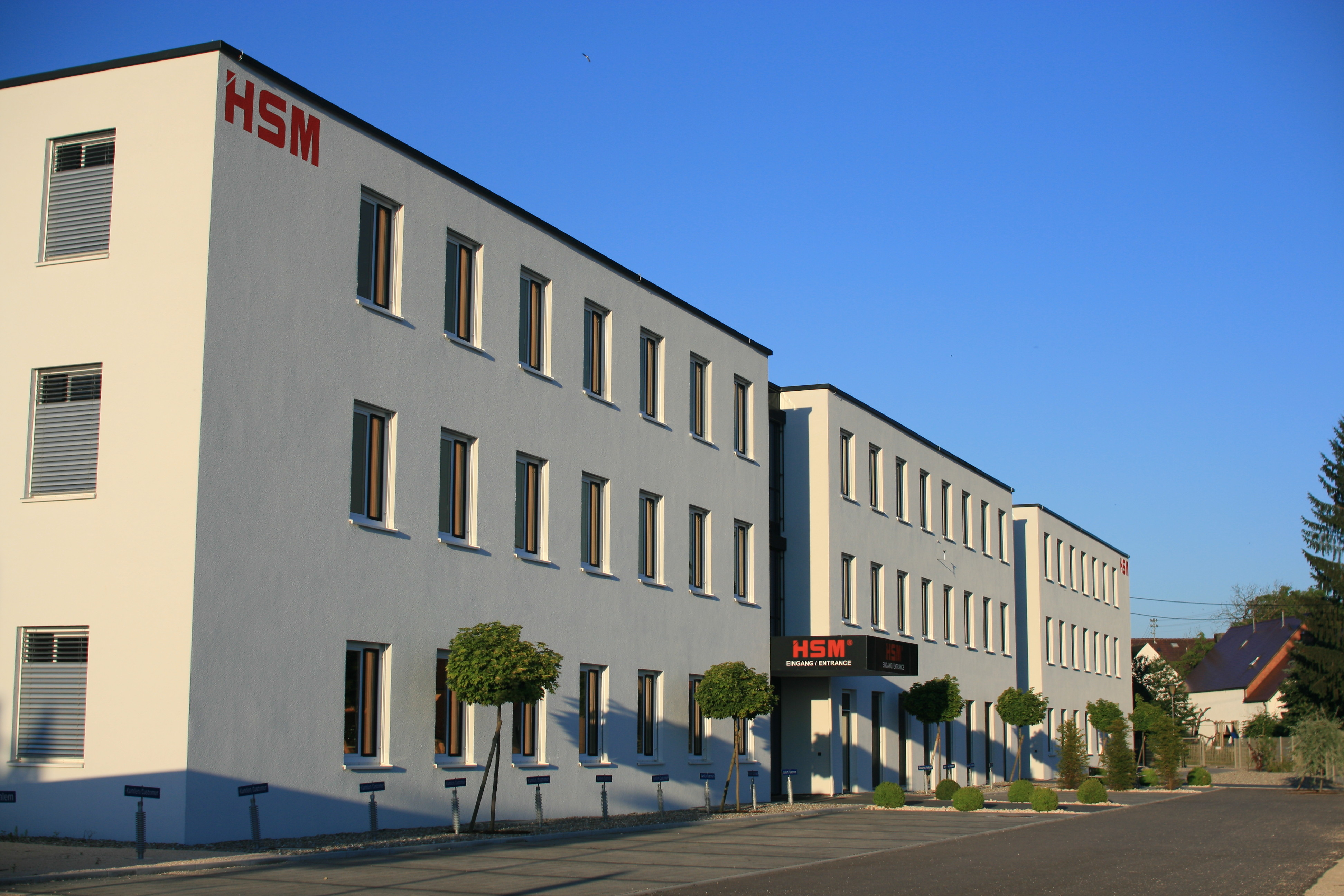
Werk 3 (u. a. Zentrale Verwaltung) in Frickingen

Hermann Schwelling Maschinenbau (HSM GmbH + Co. KG) ist ein deutsches mittelständisches Familienunternehmen, das in den Bereichen Umwelttechnik und Bürotechnik im Wesentlichen Ballenpressen und Aktenvernichter herstellt.
Gründer, Eigentümer und Geschäftsführer ist Hermann Schwelling.

## Geschichte
1971, nach seiner Ausbildung als Industriemechaniker, begann Hermann Schwelling im Keller seines Hauses in Rickenbach (Salem) mit der Produktion von Maschinenteilen für Industrieunternehmen. Im Anschluss an den Besuch der Hannover Messe entschloss er sich, die Entwicklung einer eigenen Ballenpresse in Angriff zu nehmen. Diese Presse, die SR6, wurde 1973 erfolgreich auf der Hannover Messe präsentiert. Nur ein Jahr nach der Präsentation waren bereits zehn Mitarbeiter in der Entwicklung, Produktion und Vermarktung von Ballenpressen tätig.
1975 zog das Unternehmen aufgrund des gestiegenen Platzbedarfs nach Salem um und gründete dort das Werk 1. Sechs Jahre später erfolgte die Erweiterung des Produktportfolios um Aktenvernichter, die bis 1986 unter dem Namen Tempo, danach unter HSM vermarktet wurden. 1983 stellte HSM die erste vollautomatische Ballenpresse vor. 1991, mit dem Fall der Mauer, ergaben sich auch für HSM neue Möglichkeiten. Mit der Übernahme des einzigen Herstellers von Ballenpressen in der ehemaligen DDR, „Rationalisierungsmittelbau Reichenbach“, entstand eine neue Produktionsstätte für Ballenpressen in Reichenbach. Zeitgleich wurde der Vertrieb vor allem in Asien stärker ausgebaut.
1996 wurde eine neue Produktionsstätte für Büro-Aktenvernichter in Frickingen eingerichtet. 1999 wurde HSM of America als US-amerikanische Tochtergesellschaft gegründet. 2002 erfolgte die Zertifizierung nach DIN EN ISO 9001:2000, was die Qualitätsstandards des Unternehmens weiter stärkte.
2004 erfolgte die Einführung der Vertikal-Ballenpressen der Serie V-Press. Im Folgejahr kam es zur Markteinführung der patentierten PET (Polyethylenterephthalat)-Crusher-Technologie für Einweg-Gebinde in Rücknahmeautomaten und der Aktenvernichter-Serie SECURIO. Im selben Jahr wurde zudem die Tochtergesellschaft in Polen gegründet, während 2008 die Gründung der Tochtergesellschaft in Frankreich erfolgte.
2009 wurde das neue Verwaltungsgebäude am Standort Frickingen bezogen. HSM entwickelte sich kontinuierlich weiter, was es ermöglichte, die größte vollautomatische Kanalballenpresse mit einer Presskraft von 150 Tonnen im Jahr 2012 erfolgreich zu realisieren. 2015 wurde die Tochtergesellschaft in Spanien gegründet, gefolgt 2021 von der Feier des 50-jährigen Firmenjubiläums von HSM. 2023 erfolgten sowohl die Gründung der HSM Service Sp. z o.o. in Polen als auch die Übernahme der Marke DIXI, was den Ausbau der Marktpräsenz weiter vorantrieb.

## Fertigungsstätten
In Deutschland produziert das Unternehmen in Salem Ballenpressen, Akten- und Schriftgutvernichtungsanlagen. Das Betriebsgelände in Salem ist etwa 50.000 m² groß, davon entfallen rund 20.000 m² auf Fabrikationshallen und Bürogebäude.
Im Werk 2 in Reichenbach im Vogtland findet die Herstellung und Montage von Standard-Ballenpressen statt. Das Gelände hier umfasst 50.000 m², davon rund 12.400 m² Fabrikationshallen und Bürogebäude.
Werk 3 steht in Frickingen. Hier befindet sich der Hauptsitz, und zudem werden Aktenvernichter (kleinere Modelle) hergestellt. 30.000 m² Betriebsareal, davon rund 12.500 m² Fabrikationshallen und Bürogebäude, stehen auf dem Gelände zur Verfügung.

## Produktionsmittel
Seit den frühen Gründungsjahren fokussiert sich HSM auf seine Kernkompetenzen im Schreddern und Pressen. Das Unternehmen zeichnet sich durch eine einzigartige Fertigungstiefe aus, die Metall- und Kunststoffbearbeitung, eigenen Werkzeugbau, CNC-gesteuerte Maschinen, Laserschneidanlagen, Härteanlagen für Schneidwellen, Schweißroboter, Elektrotechnik, Pulverbeschichtung, Lackiererei sowie moderne Qualitätsprüfungseinrichtungen umfasst. Aufgrund der Einführung des Pfandsystems auf Einwegflaschen konnte HSM seine patentierte Crusher-Technologie schnell am Markt etablieren, sodass der europäische Marktanteil heute bei 75 bis 80 % liegt. Mit rund 870 Mitarbeitern, einschließlich Vertriebsniederlassungen, Tochterunternehmen und Auszubildenden, erzielt HSM etwa 30 % seines Umsatzes im Bereich Bürotechnik und ca. 70 % im Bereich Umwelttechnik. Der Exportanteil liegt bei ca. 63 % (2013: ca. 72 %).

## Vertrieb
Im Inland ist der Vertrieb der Produkte über eigene Beratungs- und Vertriebsbüros organisiert. Das Unternehmen exportiert weltweit, hauptsächlich über selbstständige Importeure in den einzelnen Ländern. Tochterunternehmen befinden sich in Großbritannien (Staffordshire), den USA (West Chester, Pennsylvania), Polen (Warschau), Frankreich (Lyon) und Spanien (Madrid).